# Szolem Mandelbrojt
Pour les articles homonymes, voir Mandelbrot.
Szolem Mandelbrojt, né à Varsovie le 20 janvier 1899 et mort à Paris le 23 septembre 1983, est un mathématicien français d'origine polonaise. Il est membre fondateur du groupe Bourbaki.
Il est titulaire de la chaire de mécanique analytique et mécanique céleste au Collège de France de 1938 à 1972. Il est élu membre de l'Académie des sciences en 1970.
Szolem Mandelbrojt est l'oncle de Benoît Mandelbrot.

## Biographie
Szolem Mandelbrojt est le dernier né d'une famille juive polonaise, originaire de Lituanie des deux côtés. Ses frères et sœurs, notamment Calel, de quinze ans son aîné, jouent un rôle important dans son éducation. Sa sœur Fanny ainsi que Calel, accompagné de sa femme Bertha et de ses deux fils Léon et Benoît, futur inventeur de la géométrie fractale, le rejoindront en France peu avant la Première Guerre.
À Varsovie, il s'initie aux mathématiques par la lecture de René Baire, Émile Borel, Georg Cantor et surtout Jacques Hadamard, puis il passe l'année scolaire 1919 à Kharkov où il est l'auditeur unique des cours de Sergueï Bernstein.
Arrivé en France en 1920, il partage un deux pièces avec Georges Politzer, fréquente les philosophes Jean Wahl, Norbert Guterman, les poètes Pierre Morhange, Max Jacob mais avant tout, il suit les cours de Picard, de Lebesgue, et surtout les séminaires et leçons au Collège de France de Jacques Hadamard. Il se lance alors seul dans la théorie du prolongement analytique des séries de Taylor et soutient, encouragé par Paul Montel, sa thèse en 1923.
En 1924, il obtient une bourse de la fondation Rockefeller et part aux États-Unis pour deux ans.
Il est naturalisé Français en 1926.
En 1926-27, il passe un an comme professeur assistant à l'Institut Rice (devenu depuis l'université Rice) à Houston (Texas).
En 1928, il revient en France et devient maître de conférences à l'université de Lille. L'année suivante, il est nommé professeur à l'université de Clermont-Ferrand.
Membre fondateur du groupe Bourbaki en 1934, il s'en écarte pendant la Seconde Guerre mondiale pour continuer à se consacrer à l'analyse mathématique.
En 1938, il succède à Jacques Hadamard au Collège de France et devient titulaire de la chaire de mécanique analytique et mécanique céleste.
Mobilisé en septembre 1939, il décline le classement en « affectation spéciale », qui lui est proposé en tant que professeur au Collège de France et sert dans une unité combattante.
Immédiatement après l'armistice du 22 juin 1940, il est invité à enseigner à nouveau à l'Institut Rice aux États-Unis. Il obtient de Vichy un visa de sortie grâce à son service dans une unité combattante et il se rend à Houston avec sa femme Gladys, née Grunwald, et leur fils Jacques.
Après avoir offert ses services dès 1942 aux Forces françaises libres, il est révoqué du Collège de France en 1942. En 1944-1945, il est membre de la mission scientifique française auprès des Forces françaises libres à Londres, mission créée par Louis Rapkine.
Réintégré à la Libération, il reprend son enseignement au Collège de France en 1945, où il reste jusqu'à la retraite en 1972, date à laquelle son épouse meurt.

## Prix et distinctions
En 1972, il devient membre de l'Académie des sciences.
Officier de la Légion d'honneur, il a obtenu de nombreux prix et distinctions : prix Francœur (1928), prix Poncelet (1938), prix de l'État (1960), médaille Émile-Picard (1965).

## Recherche
Bien qu'il soit l'un des membres fondateurs du groupe Bourbaki, et qu'il participe à de nombreuses réunions du groupe jusqu'à la guerre, ses principaux centres d'intérêt en recherche mathématique sont en fait assez éloignés de l'algèbre abstraite. Il étudie principalement l'analyse complexe et l'analyse harmonique, et notamment les séries de Dirichlet, les séries lacunaires et les fonctions entières.
Plus qu'un bourbakiste, Mandelbrojt est plutôt un disciple de Godfrey Harold Hardy. Avec Norbert Wiener et Torsten Carleman, il contribue à moderniser l'analyse de Fourier classique.
Il forme de nombreux mathématiciens, notamment à Clermont-Ferrand le Polonais A. Gorny,, puis à Paris les Français Jean-Pierre Kahane et Paul Malliavin, les Israéliens Schmuel Agmon et Yitzhak Katznelson, et l'Indien U. N. Singh.

## Idées
Mandelbrojt a exposé ses idées générales et ses sentiments sur les mathématiques et la création mathématique dans une conférence au Collège philosophique. On pourra également consulter sur ce sujet une interview de Benoît Mandelbrot.

## Anecdote
En 1947, Szolem Mandelbrojt organise un congrès d'analyse harmonique à Nancy et invite Norbert Wiener à cette occasion. C'est à la suite de ce congrès qu'apparaît le néologisme « cybernétique ».

## Publications
L'œuvre mathématique de Szolem Mandelbrojt comprend environ 200 articles et plusieurs livres dont les principaux sont listés ci-dessous.

### Livres
- Szolem Mandelbrojt et Jacques Hadamard, La série de Taylor et son prolongement analytique, 1926
- Szolem Mandelbrojt, Modern researches on the singularities of functions defined by Taylor's series, 1927
- Szolem Mandelbrojt, Séries de Fourier et classes quasi-analytiques de fonctions; leçons professées à l'Institut Henri Poincaré et à la Faculté des sciences de Clermont-Ferrand, 1935
- Szolem Mandelbrojt, Séries lacunaires, 1936
- Szolem Mandelbrojt, Séries adhérentes. Régularisation des suites. Applications. Leçons professées au Collège de France et au Rice Institute, 1952
- Szolem Mandelbrojt, Fonctions entières et transformées de Fourier. Applications., 1967
- Szolem Mandelbrojt, Séries de Dirichlet ; principes et méthodes, 1969
- Szolem Mandelbrojt, Selecta, Gauthier-Villars, 1981

### Articles
- Szolem Mandelbrojt et Floyd Edward Ulrich, « On a generalization of the problem of quasi-analyticity », Trans. Amer. Math. Soc., vol. 52,‎ 1942, p. 265-282 (MR 0007015)
- Szolem Mandelbrojt, « Quasi-analyticity and analytic continuation—a general principle », Trans. Amer. Math. Soc., vol. 55,‎ 1944, p. 96-131 (MR 0009635)
- Szolem Mandelbrojt et Gerald R. MacLane, « On functions holomorphic in a strip region, and an extension of Watson's problem », Trans. Amer. Math. Soc., vol. 61,‎ 1947, p. 454-467 (MR 0020142)
- Szolem Mandelbrojt, « Analytic continuation and infinitely differentiable functions », Bull. Amer. Math. Soc., vol. 54,‎ 1948, p. 239-248 (MR 0023877)
- Szolem Mandelbrojt et K. Chandrasekharan, « On solutions of Riemann's functional equation », Bull. Amer. Math. Soc., vol. 65,‎ 1958, p. 358-362 (MR 0111727)
- Szolem Mandelbrojt, « Les taubériens généraux de Norbert Wiener », Bull. Amer. Math. Soc., vol. 72, Part 2,‎ 1966, p. 48-51 (MR 0184008)